# Rihards Kozlovskis
Rihards Kozlovskis, né le 26 mai 1969 à Riga, est un homme politique letton, membre d'Unité.

## Biographie

### Vie professionnelle
Ancien policier, puis directeur adjoint des services du contre-espionnage (VAD) de 1996 et 2005, il est juriste et consultant depuis 2007.

### Engagement politique
Il se présente aux élections législatives anticipées du 17 septembre 2011 mais échoue à se faire élire. Le 25 octobre 2011, il est nommé ministre de l'Intérieur de Lettonie.